# Manlia Scantilla
Manlia Scantilla est l'épouse du sénateur Didius Julianus. Elle est brièvement impératrice de l'empire romain lorsque son mari achète l'empire romain aux enchères.
Son nom indique qu'elle est né dans la gens Manlia. Elle épouse le général Didius Julianus et vers 153, elle met au monde une fille, Didia Clara, célèbre pour sa beauté.

## Biographie
En 193, après l'assassinat de Pertinax par les prétoriens, Manlia Scantilla et Didia Clara, ambitieuses et avides de pouvoir, conseillent à Didius Julianus de proposer une fortune aux prétoriens pour acheter l'empire. Cette mise aux enchères scandalisa le peuple de Rome et les légions des frontières. Elle regretta rapidement son conseil, à la vue du cadavre de Pertinax dans le palais impérial, et s'inquiéta alors du sort réservé à son époux dans cette période de troubles.
Le 28 mars 193, lors de l'accession au trône de son mari, elle reçoit le titre d'Augusta tout comme sa fille, par un décret du sénat romain. Manlia Scantilla fut donc impératrice pendant quelques mois, mais dans l'inquiétude et les alarmes constantes quant à la sécurité de son époux.
Lorsque le Sénat, effrayé par l'arrivée de Septime Sévère qui menaçait de prendre Rome, se ravisa et destitua Didius Julianus, il fut décapité le 1er juin 193. Manlia Scantilla et sa fille s'échappèrent tandis que le nouvel empereur, Septime Sévère leur retirait le titre d'Augusta. Rapidement, il leur rendit le corps de Julianus pour qu'elles puissent l'enterrer dans la tombe familiale à l'extérieur de Rome. Manlia Scantilla mourut le mois qui suivit le décès de son époux, le destin de sa fille est inconnu.

## Numismatique

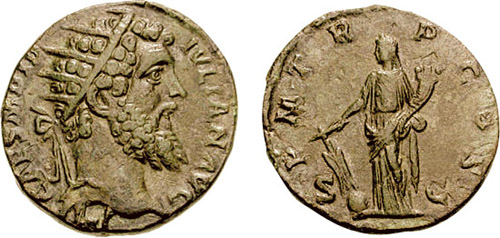
Dupondius à la déesse Fortuna.

Manlia Scantilla et Didia Clara sont associées sur les monnaies de Julianus à la déesse Junon reine et à l'allégresse du temps présent, que le règne de Didius Julianus devait apporter.
Les monnaies de Manlia Scantilla en or, argent et cuivre, sont très rares ; sur celles-ci on note l'inscription MANL (ou MANLIA) SCANTILLA AVG. Son visage âgé indiqué sur les monnaies donne une indice sur son âge avancé au moment de son accession au trône.

## Sources et références
- Histoire Auguste.

- (en) Cet article est partiellement ou en totalité issu de l’article de Wikipédia en anglais intitulé « Manlia Scantilla » (voir la liste des auteurs).

1. 1 2  Guillaume Beauvais, Histoire abrégée des empereurs romains et grecs, des impératrices, des ...pour lesquelles on a frappé des médailles - Tome 1, Paris, de Bure, 1775 (lire en ligne), p. 275-276
2. 1 2  Amédée Thierry, Histoire de la Gaule : sous l'administration romaine, Volume 1, Paris, Juste Tessier, 1840 (lire en ligne), p. 379
3. ↑  (en) « Manlia Scantilla », sur forumancientcoins.com (consulté le 23 juillet 14)
4. ↑  Joseph Fr. Michaud,Louis Gabriel Michaud, Biographie universelle, ancienne et moderne; ou, Histoire, par ..., Volume 41, Paris, 1825 (lire en ligne), p. 36